# Новокуйбышевск (городской округ)
Новокуйбышевск — административно-территориальная единица (город областного значения), в рамках которой создано муниципальное образование городской округ Новокуйбышевск в Самарской области Российской Федерации.
Административный центр округа — город Новокуйбышевск.
Расположен в центральной части Самарской области.

## Население
| 2002     | 2008     | 2010     | 2011     | 2012     | 2013     | 2014     | 2015     | 2016     |
| -------- | -------- | -------- | -------- | -------- | -------- | -------- | -------- | -------- |
| 115 171  | ↘112 739 | ↘110 729 | ↘110 599 | ↘109 868 | ↘109 173 | ↘108 290 | ↘107 274 | ↘106 155 |
| 2017     | 2018     | 2019     | 2020     | 2021     | 2025     |          |          |          |
| ↘105 161 | ↘104 279 | ↘103 106 | ↘102 585 | ↘100 414 | ↘97 910  |          |          |          |

## Состав
Город областного значения и городской округ включает населённые пункты:
| № | Населённый пункт | Тип населённого пункта        | Население |
| - | ---------------- | ----------------------------- | --------- |
| 1 | Горки            | село                          | 186       |
| 2 | Лесной Кордон    | посёлок                       | 0         |
| 3 | Малое Томылово   | посёлок                       | 159       |
| 4 | Новокуйбышевск   | город, административный центр | ↘95 862   |
| 5 | Маяк             | посёлок                       | 1787      |
| 6 | Океан            | посёлок                       | 14        |
| 7 | Семёновка        | посёлок                       | 37        |
| 8 | Посёлок Шмидта   | посёлок                       | 108       |

## Руководство
С 4 декабря 2018 года: Фомин, Владимир Николаевич.